# Solenopsis laurentia
Solenopsis laurentia é uma espécie de formiga do gênero Solenopsis, pertencente à subfamília Myrmicinae.